# Xã Reading, Quận Lyon, Kansas
Xã Reading (tiếng Anh: Reading Township) là một xã thuộc quận Lyon, tiểu bang Kansas, Hoa Kỳ. Năm 2010, dân số của xã này là 487 người.